# Storbritannien i olympiska vinterspelen 2002
Storbritannien deltog i olympiska vinterspelen 2002. Storbritanniens trupp bestod av 49 idrottare varav 31 var män och 18 var kvinnor. Den äldsta idrottaren i storbritanniens trupp var Norman Brown (40 år, 155 dagar) och den yngsta var Joanne Bromfield (18 år, 121 dagar).

## Medaljer

### Guld
- Curling
  - Damernas turnering: Deborah Knox, Fiona MacDonald, Rhona Martin, Margaret Morton, Janice Rankin

### Brons
Alain Baxter tog ett brons i slalom men testades positiv för metamfetamin.
- Skeleton
  - Damer: Alex Coomber

## Trupp
- Alpin skidåkning
  - Chemmy Alcott
  - Alain Baxter
  - Noel Baxter
  - Emma Carrick-Anderson
  - Ross Green
  - Gareth Trayner
  - Mike Dixon
- Skidskytte
  - Mark Gee
  - Hugh Pritchard
  - Jason Sklenar
- Bob
  - Marcus Adam
  - Paul Attwood
  - Colin Bryce
  - Michelle Coy
  - Jackie Davies
  - Cheryl Done
  - Nicola Gautier-Minichiello
  - Philip Goedluck
  - Phil Harries
  - Lee Johnston
  - David McCalla
  - Scott Rider
  - Neil Scarisbrick
  - Dean Ward
- Curling
  - Deborah Knox
  - Fiona MacDonald
  - Rhona Martin
  - Margaret Morton
  - Janice Rankin
  - Norman Brown
  - Peter Loudon
  - Ewan MacDonald
  - Hammy McMillan
  - Warwick Smith
- Konståkning
  - Vitali Baranov
  - Marika Humphreys
- Freestyle
  - Joanne Bromfield
  - Laura Donaldson
  - Sam Temple
- Rodel
  - Mark Hatton
- Short track
  - Dave Allardice
  - Leon Flack
  - Nicky Gooch
  - Sarah Lindsay
  - Jo Williams
- Skeleton
  - Alex Coomber
  - Kristan Bromley
- Backhoppning
  - Glynn Pedersen
  - Lesley McKenna